# Mohinga
Mohinga (tiếng Miến Điện: မုန့်ဟင်းခါး; MLCTS: mun.hang: hka:, IPA: [mo̰ʊɰ̃hɪ́ɰ̃ɡá]; còn phát âm là mont hin gar) là món bún nước lèo với cá tại Myanmar và là một phần thiết yếu trong ẩm thực Miến Điện. Ngoài ra, món ăn này còn được xem là quốc thực của Myanmar. Mohinga luôn có mặt tại hầu khắp vùng miền trên đất nước. Tại thành phố lớn, gánh hàng rong và hàng quán đường phố thường bán hàng tá tô bún mohinga cho dân địa phương và người qua đường. Thường được ăn vào bữa sáng, ngày nay món ăn này ngày càng được thưởng thức nhiều hơn trong ngày.

## Lịch sử và nguồn gốc
Nguồn gốc của mohinga rất khó xác định do không còn ghi chép nào sót lại. Công cụ chế biến món có niên đại từ thời thành bang Pyu dùng để lên men gạo đã được phát hiện, dẫn đến kết luận rằng truyền thống làm bún gạo – loại tinh bột cốt yếu dùng đế nấu mohinga - đã có từ lâu đời. Đề cập sớm nhất về mohinga có từ triều đại Konbaung, trong bài thơ alinga của nhà thơ U Ponnya. Nhà sử học Miến Điện Khin Maung Nyunt đã kết luận rằng trong thời kỳ tiền thuộc địa, mohinga có thể là một món ăn của dân thường, vì công thức chế biến "mohinga" không thể tìm ra trong các ghi chép và sách dạy nấu ăn.
Vào nửa sau thời Bagyidaw, một nhà thơ tên là U Min nổi lên và gọi "mohinga" là "mont di" (မုန့်တီ) trong một cuộc thi thơ ca. Trong lúc từ ngữ mont ti hiện tại dùng để chỉ đến hàng loạt các món bún gạo khác ở Myanmar ngày nay, thì một bộ phận nhỏ tiếp tục sử dụng "mont ti" để chỉ đến món mohinga. Nhiều vùng miền khác nhau trong cả nước cũng chỉ đơn giản gọi mohinga là "mont" (မုန့်) hay "mont hin" (မုန့်ဟင်း).

## Chế biến
Thành phần chính của mohinga là bột đậu gà và/hoặc gạo rang giã nhỏ, tỏi, hẹ, hành, sả, thân chuối, gừng, nước mắm, cá xay và cá da trơn hay các loại cá khác, như cá trôi trắng nấu chín trong nước lèo đậm đà và giữ sôi trong vạc. Món ăn với bún gạo, dọn lên và trang trí với nước mắm, vắt chanh, hành phi, rau mùi, hành lá, ớt khô giã nhuyễn và phần phủ trên tùy chọn, chả chiên Miến Điện ngập dầu như đậu gà tách vỏ (ပဲကြော်, pè gyaw), đậu mười (ဗယာကြော်, baya gyaw) hay bầu bí (ဘူးသီးကြော်, bu thee gyaw) hay miếng quẩy rán lát mỏng (အီကြာ‌ကွေး), cũng như trứng luộc và bánh cá rán nga hpè (ငါးဖယ်ကြော်).

## Biến thể theo vùng miền
Có nhiều dạng bún cá mohinga biến thể theo vùng miền khác nhau trên khắp Myanmar, tùy thuộc vào nguyên liệu sẵn có và sở thích nấu nướng. Ví dụ, mohinga tại bang Rakhine có nhiều cá xay hơn và ít nước lèo hơn. Phiên bản chuẩn tại vùng Hạ Miến, nơi có nhiều cá tươi hơn. Biến thể đa dạng mohinga phổ biến nhất đến từ đồng bằng sông Irrawaddy, thường được gọi là tawchet mohinga ( n.đ. 'phong cách nông thôn mohinga'). Một số quán mohinga nổi tiếng ở Yangon phục vụ món bún kiểu đồng bằng Irrawaddy, bao gồm Myaungmya Daw Cho và Bogalay Daw Nyo.
- Đồng bằng Irrawaddy
  - Bogale mohinga - nấu trong nước lèo cá và nhiều tiêu đen [9]
  - Myaungmya mohinga - nấu với ba loại cá, cụ thể là cá lóc sọc (ငါး ရံ့), cá da trơn (ငါးခူ) và cá chép Hamilton (ငါး ကြင်း ဖြူ) [9][10]
  - Pyapon mohinga[11]
  - Pathein mohinga[11]
  - Yangon mohinga - nấu trong nước lèo hầm cá da trơn, đậu xanh và đậu phộng[12]
- Vùng Bago
  - Hinthada Mohinga - nấu với Hilsa (ngathalauk) thay cho cá da trơn[13]
  - Madauk mohinga - nấu với tôm ngâm và ăn kèm với cà chua sống[14]
  - Nyaunglebin và Pyuntaza mohinga - nấu với cá ngâm chua, ăn kèm với dưa chua táo tàu[15]
  - Taungoo mohinga - được thưởng thức với nước lèo loãng hơn giống với món salad mì khô, với cà chua sống, đậu xanh băm nhỏ và một bên là củ kiệu trắng ngâm chua[15][16]
- Miền nam và miền đông Myanmar
  - Dawei mohinga - tương tự như mohinga thông thường, với hạt tiêu đen thay cho ớt bột[17]
  - Kayin mohinga - được thưởng thức trong một trong hai loại nước lèo (ngọt hoặc cay), dùng với cà chua sống, giá đỗ, đậu xanh và bạc hà thay cho rau mùi[18][19]
  - Mawlamyine mohinga - nấu thành nước lèo loãng hơn với đậu Hà Lan luộc, đậu xanh, bạc hà, chả cá và đường thốt nốt[20][21]
  - Mon mohinga - tương tự như mohinga thông thường, được nấu không có thân chuối và bột gạo [17]
  - Thaton mohinga - ăn kèm với cá chép Hamilton, bạc hà, đậu xanh, giá đỗ, cà chua và chả bánh gạo vàng lên men (gọi là သထုံ ထမင်း ဝါ) [22]
- Thượng Myanmar
  - Anya mohinga - mohinga nấu trong nước lèo thịt gà, cá và bột đậu gà thay cho bột gạo nướng, phổ biến ở các thị trấn Thượng Myanmar như Monywa, Wetlet, Shwebo, Kyaukpadaung và Myingyan [23]
  - Mohinga nấu bằng nước lèo hầm cá da trơn và hành lá[24]

## Phổ biến

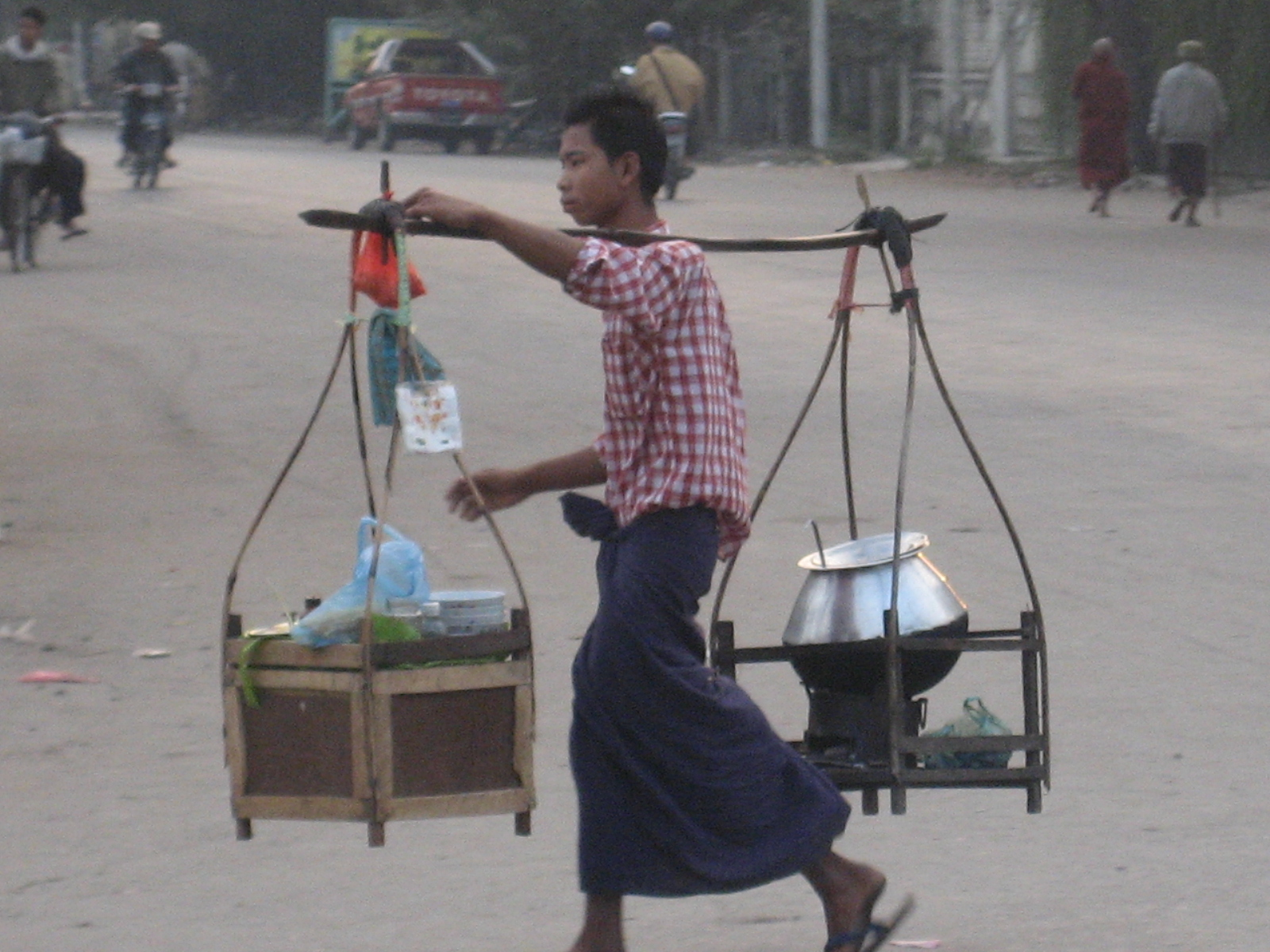
Người bán bún Mohinga trên đường phố ở Mandalay

Mohinga là món ăn sáng quen thuộc của người Myanmar, song cũng được bán suốt cả ngày như một món ăn nhẹ phổ biến ở các gánh hàng rong tại nhiều thị trấn và thành phố. Người Myanmar nấu món này bằng bất cứ loại cá nào mà ngư dân đánh bắt được. Mohinga cũng được thưởng thức với tất cả các loại rau thơm ở nhiều kiểu cách ăn và cũng được bán dưới dạng gói khô như một loại bột làm sẵn dùng để nấu nước lèo. Gánh hàng rong là nguồn cung cấp món ăn phổ biến này tỏa đi khắp các khu phố, nơi họ có khách hàng thường xuyên. Họ mang vạc nấu súp trên bếp ở một bên là đòn gánh và bún gạo cùng các nguyên liệu khác cùng với bát và thìa ở gánh bên kia. Món thường chỉ có sẵn vào buổi sáng sớm và tại các pwè đường phố hoặc các buổi biểu diễn sân khấu ngoài trời và zat pwè hoặc nhà hát lưu động vào ban đêm. Người bán rong kéo xe bắt đầu xuất hiện vào những năm 1960 và một số người trong số này đã lập các quầy hàng trên vỉa hè để bán bún mohinga cả ngày.

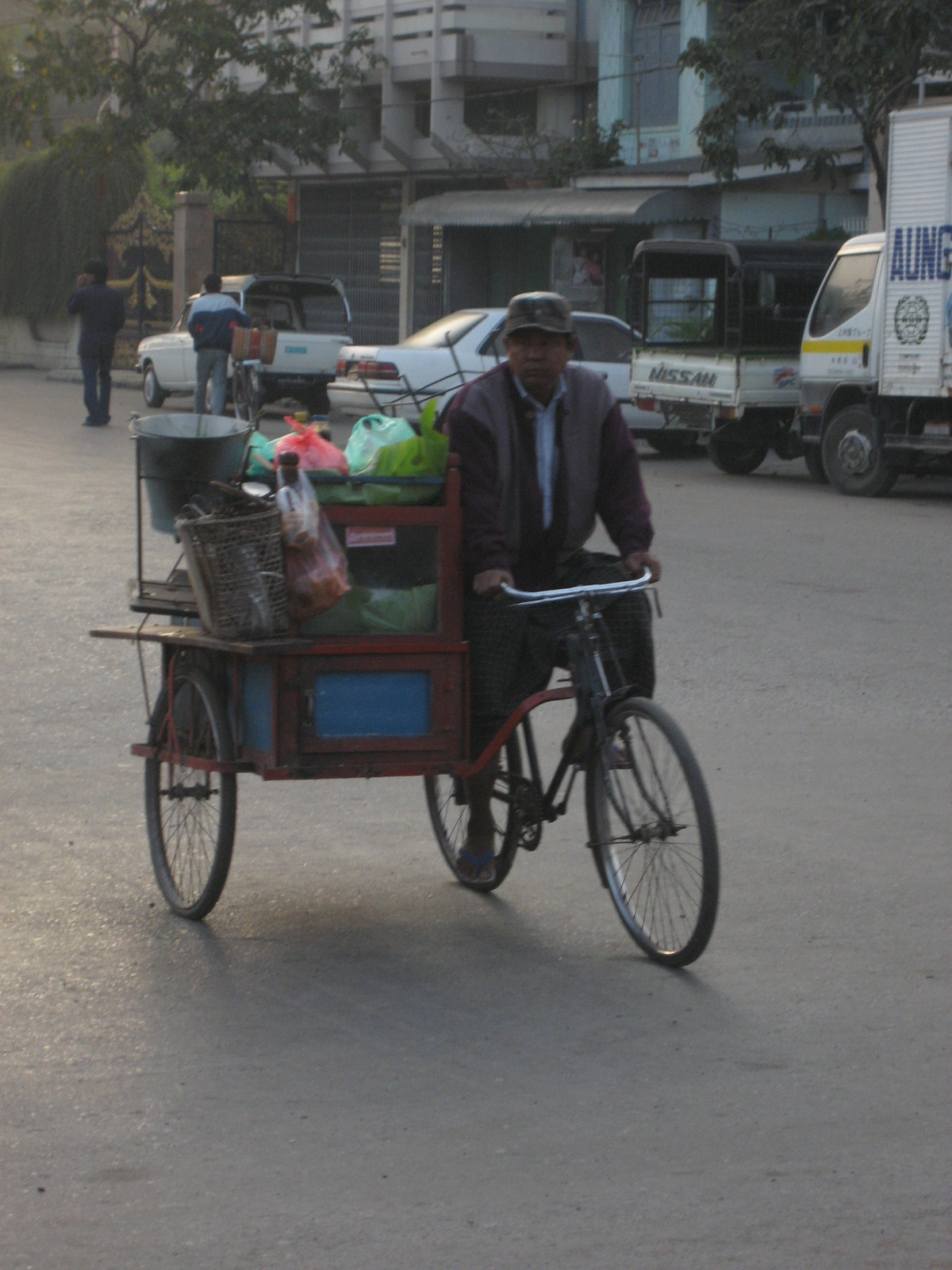
Một người đạp xe bán dạo món mohinga.
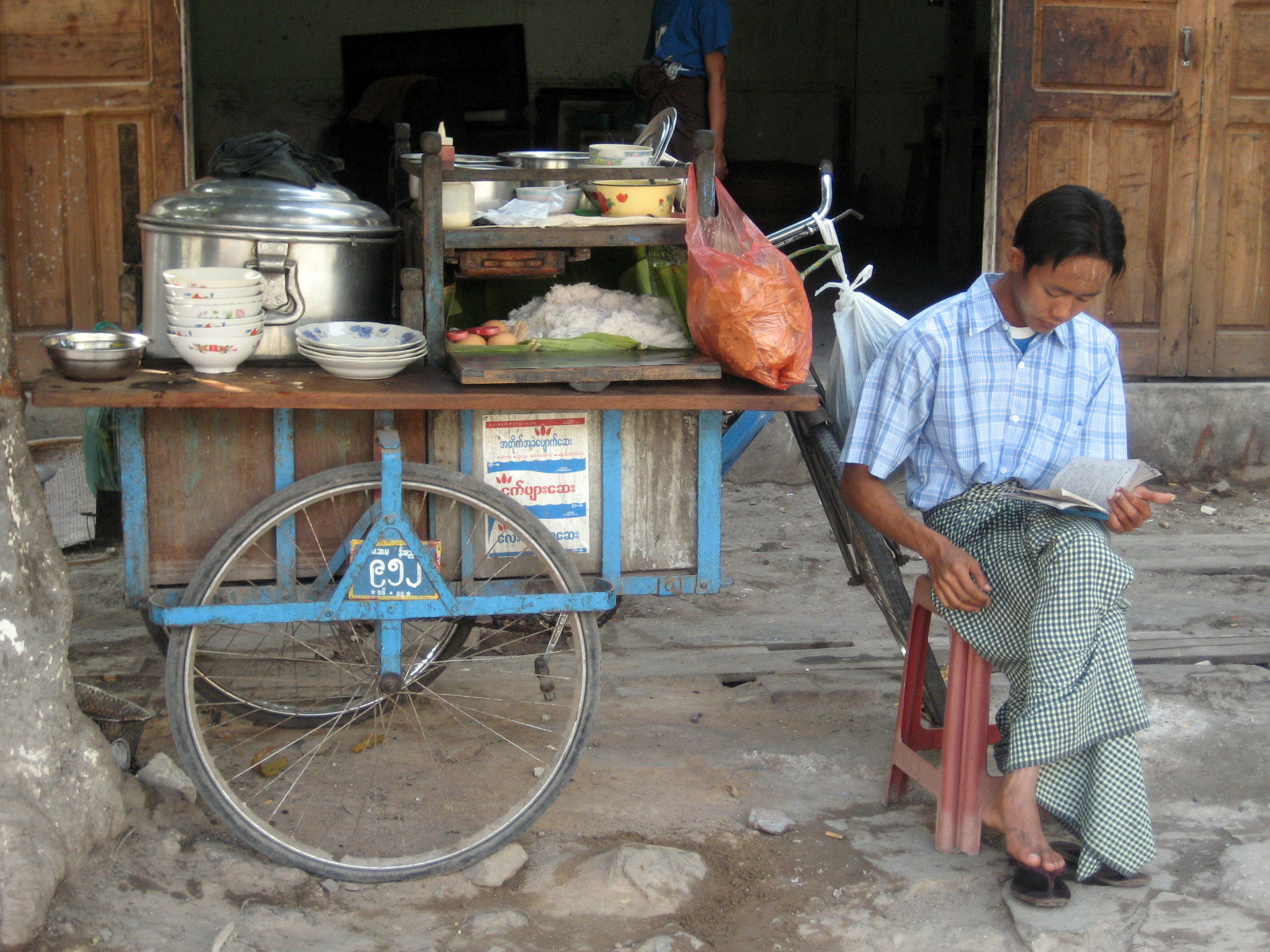
Mohinga rất phổ biến ở những quán vỉa hè giống như quán ở Mandalay này
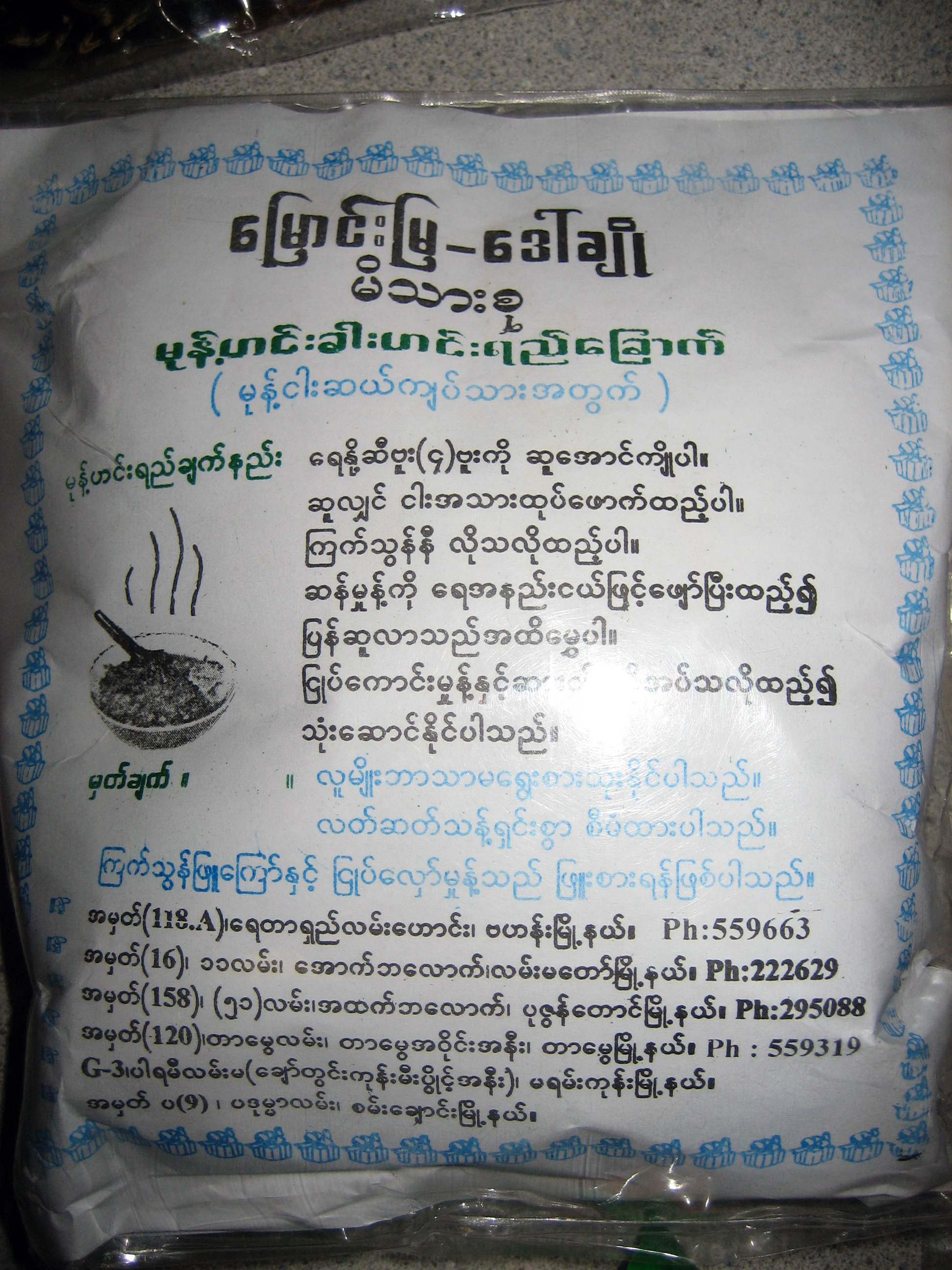
Túi bột mohinga cũng phổ biến